# Liste des comtesses et duchesses de Nevers
Cet article est la liste des comtesses puis duchesses de Nevers.

## Maison de Nevers (990-1193)
| Portrait | Nom (dates)                                              | Conjoint(s) | Titres | Éléments biographiques |
| -------- | -------------------------------------------------------- | --- | --- | --- |
|          | Mathilde de Bourgogne (? - 13 novembre ou décembre 1005) | - Landry de Nevers (mariage en 995) | - Comtesse de Nevers et d'Auxerre (995 - 13 novembre/décembre 1005) | - Princesse de la Maison d'Ivrée. Fille d'Otte-Guillaume de Bourgogne et d'Ermentrude de Roucy. - Mère de Renaud Ier de Nevers et de Guy de Nevers.             |
|          | Alix de France (1003-1063)                               | - Renaud Ier de Nevers (mariage avant 1028) | - Comtesse de Nevers et d'Auxerre (11 mai 1028 - 29 mai 1040) | - Princesse capétienne. Fille de Robert II de France et de Constance d'Arles. - Mère de Guillaume Ier de Nevers, de Robert de Nevers et de Guy de Nouatre.      |
|          | Ermengarde de Tonnerre (1032-1083)                       | - Guillaume Ier de Nevers (mariage en 1045) | - Comtesse de Nevers, d'Auxerre et de Tonnerre (1045-1083) | - Princesse de la Maison de Tonnerre. Fille de Renaud de Tonnerre. - Mère de Renaud II de Nevers et de Robert de Nevers.                                        |
|          | Ida de Forez                                             | - Renaud II de Nevers - Guigues-Raymond d'Albon | - Comtesse de Nevers | - Princesse de la Maison de Forez. Fille d'Artaud IV de Forez.                                                                                                  |
|          | Agnès de Baugency                                        | - Renaud II de Nevers | - Comtesse de Nevers (?- 5 août 1089) | - Princesse de la Maison de Baugency. Fille de Lancelin II de Baugency. - Mère de Guillaume II de Nevers.                                                       |
|          | Adélaïde                                                 | - Guillaume II de Nevers (mariage avant 1096) | - Comtesse de Nevers, d'Auxerre et de Tonnerre (20 juin 1098 - 20 août 1148) | - Mère de Guillaume III de Nevers. |
|          | Ida de Sponheim (? - 25 mai 1178)                        | - Guillaume III de Nevers (mariage avant 1142) | - Comtesse de Nevers, d'Auxerre et de Tonnerre (20 août 1148 - 21 novembre 1161) | - Princesse de la Maison de Sponheim. Fille d'Engelbert II de Sponheim et d'Uta de Passau. - Mère de Guillaume IV de Nevers et de Guy de Nevers.                |
|          | Éléonore de Vermandois (1148/49 - 19 juin 1213)          | - Godefroy de Hainaut (mariage en 1162) - Guillaume IV de Nevers (mariage en 1164) - Mathieu d'Alsace (mariage en 1171) - Mathieu III de Beaumont-sur-Oise (mariage en 1175) | - Comtesse d'Ostrevent (1162-1163) - Comtesse de Nevers, d'Auxerre et de Tonnerre (1164 - 24 octobre 1168) - Comtesse de Boulogne (1171 - 25 juillet 1173) - Comtesse de Beaumont-sur-Oise (1175-1192) | - Princesse de la Maison capétienne de Vermandois. Fille de Raoul Ier de Vermandois et de Pétronille d'Aquitaine.                                               |
|          | Mathilde de Bourgogne (1150-1192)                        | - Eudes II d'Issoudun (mariage en 1165) - Guy de Nevers (mariage en 1168) - Pierre de Flandre (mariage en 1175) - Robert II de Dreux (mariage en 1178)                       | - Dame d'Issoudun (1165-1167) - Comtesse de Nevers, d'Auxerre et de Tonnerre (24 octobre 1168 - 19 octobre 1175)                                                                                       | - Princesse de la Maison capétienne de Bourgogne. Fille de Raymond de Bourgogne et d'Agnès de Thiers. - Mère de Guillaume V de Nevers et d'Agnès Ire de Nevers. |
|          | Agnès Ire de Nevers (1170 - 2/6 février 1193)            | - Pierre II de Courtenay (mariage en 1184) | - Comtesse de Nevers, d'Auxerre et de Tonnerre (de plein droit, 17 octobre 1181 - 2/6 février 1193) | - Princesse de la Maison de Nevers. Fille de Guy de Nevers et de Mathilde de Bourgogne. - Mère de Mathilde de Courtenay.                                        |

## Maison capétienne de Courtenay (1193-1257)
| Nom (dates)                                   | Conjoint(s)                                                                           | Titres | Éléments biographiques |
| --------------------------------------------- | ------------------------------------------------------------------------------------- | --- | --- |
| Mathilde de Courtenay(1188 - 29 juillet 1257) | - Hervé IV de Donzy (mariage en octobre 1199) - Guigues IV de Forez (mariage en 1226) | - Comtesse de Nevers, d'Auxerre et de Tonnerre (de plein droit, 2/6 février 1193 - 29 juillet 1257) - Dame de Donzy (octobre 1199 - 23 janvier 1222) - Comtesse de Forez (1226 - 29 juillet 1257) | - Princesse de la Maison capétienne de Courtenay. Fille de Pierre II de Courtenay et d'Agnès Ire de Nevers. - Mère d'Agnès II de Nevers. |

À la suite des décès prématurés de sa fille Agnès II de Nevers et de sa petite-fille Yolande de Châtillon, c'est l'arrière-petite-fille de Mathilde, Mathilde II de Bourbon, qui lui succède.

## Maison de Bourbon-Dampierre (1257-1262)
| Nom (dates)                       | Conjoint                                       | Titres                                                                  | Éléments biographiques |
| --------------------------------- | ---------------------------------------------- | ----------------------------------------------------------------------- | --- |
| Mathilde II de Bourbon(1234-1262) | - Eudes de Bourgogne (mariage en février 1248) | - Comtesse de Nevers, d'Auxerre et de Tonnerre (29 juillet 1257 - 1262) | - Princesse de la Maison de Bourbon-Dampierre. Fille d'Archambaud IX de Bourbon et de Yolande de Châtillon. - Mère de Yolande de Bourgogne, de Marguerite de Bourgogne-Tonnerre et d'Alix de Bourgogne-Auxerre. |

## Maison capétienne de Bourgogne (1262-1280)
| Portrait | Nom (dates)                                       | Conjoint(s)                                                                                    | Titres                                                                              | Éléments biographiques |
| -------- | ------------------------------------------------- | ---------------------------------------------------------------------------------------------- | ----------------------------------------------------------------------------------- | --- |
|          | Yolande de Bourgogne(décembre 1247 - 2 juin 1280) | - Jean-Tristan de France (mariage en juin 1265) - Robert III de Flandre (mariage en mars 1272) | - Comtesse de Nevers (1262 - 2 juin 1280) - Comtesse de Valois (1269 - 3 août 1270) | - Princesse de la Maison capétienne de Bourgogne. Fille d'Eudes de Bourgogne et de Mathilde II de Bourbon. - Mère de Louis Ier de Nevers et de Robert de Cassel. |

## Maison de Dampierre (1280-1405)
| Portrait | Nom (dates)                                            | Conjoint                                                                                   | Titres | Éléments biographiques | Armoiries |
| -------- | ------------------------------------------------------ | ------------------------------------------------------------------------------------------ | --- | --- | --------- |
|          | Jeanne de Rethel (?-1328)                              | - Louis Ier de Nevers (mariage le 16 décembre 1290)                                        | - Comtesse de Rethel (de plein droit, 1285-1328) - Comtesse de Nevers (16 décembre 1290 - 24 juillet 1322) | - Princesse de la Maison de Rethel. Fille d'Hugues IV de Rethel et d'Isabelle de Grandpré. - Mère de Jeanne de Flandre et de Louis Ier de Flandre. |           |
|          | Marguerite Ire de Bourgogne (1309 - 9 mai 1382)        | - Louis Ier de Flandre (mariage le 22 juillet 1320)                                        | - Comtesse de Nevers (24 juillet 1322 - 26 août 1346) - Comtesse de Flandre (17 septembre 1322 - 26 août 1346) - Comtesse de Rethel (12 mars 1328 - 26 août 1346) - Comtesse de Bourgogne et d'Artois (de plein droit, 21 novembre 1361 - 9 mai 1382)        | - Princesse capétienne. Fille de Philippe V de France et de Jeanne II de Bourgogne. - Mère de Louis II de Flandre. |           |
|          | Marguerite de Brabant (9 février 1323 - 27 avril 1380) | - Louis II de Flandre (mariage le 6 juin 1347)                                             | - Comtesse de Flandre, de Rethel et de Nevers (6 juin 1347 - 27 avril 1380) | - Princesse de la Famille des Régnier. Fille de Jean III de Brabant et de Marie d'Évreux. - Mère de Marguerite III de Flandre. |           |
|          | Marguerite III de Flandre (1350-1405)                  | - Philippe Ier de Bourgogne (mariage en 1357) - Philippe II de Bourgogne (mariage en 1369) | - Duchesse de Bourgogne (1357-1361 puis 1369-1404) - Comtesse de Bourgogne et d'Artois (1357-1361 puis de plein droit 1384-1405) - Comtesse d'Auvergne et de Boulogne (1360-1361) - Comtesse de Flandre, de Rethel, et de Nevers (de plein droit, 1384-1405) | - Princesse de la Maison de Dampierre. Fille de Louis II de Flandre et de Marguerite de Brabant. - Mère de Jean Ier de Bourgogne, d'Antoine de Brabant, de Philippe de Bourgogne, de Marguerite de Bourgogne, de Catherine de Bourgogne, de Bonne de Bourgogne et de Marie de Bourgogne. |           |

## Maison de Bourgogne-Nevers (1405-1491)
| Portrait | Nom (dates)                               | Conjoint(s)                                                                                                 | Titres | Éléments biographiques |
| -------- | ----------------------------------------- | --- | --- | --- |
|          | Isabelle de Coucy (?-1411)                | - Philippe de Bourgogne (mariage le 9 avril 1409)                                                           | - Comtesse de Nevers et de Rethel (23 avril 1409 - 1411) | - Princesse de la Maison de Coucy. Fille d'Enguerrand VII de Coucy et d'Isabelle de Lorraine.                                                          |
|          | Bonne d'Artois (1396 - 17 septembre 1425) | - Philippe de Bourgogne (mariage le 20 juin 1413) - Philippe III de Bourgogne (mariage le 30 novembre 1424) | - Comtesse de Nevers et de Rethel (20 juin 1413 - 25 octobre 1415) - Duchesse de Bourgogne, comtesse de Flandre et de Bourgogne (30 novembre 1424 - 17 septembre 1425) | - Princesse de la Maison capétienne d'Artois. Fille de Philippe d'Artois et de Marie de Berry. - Mère de Charles de Bourgogne et de Jean de Bourgogne. |
|          | Marie d'Albret                            | - Charles de Bourgogne (mariage le 11 juin 1456)                                                            | - Comtesse de Nevers et de Rethel (11 juin 1456 - 25 mai 1464) | - Princesse de la Maison d'Albret. Fille de Charles II d'Albret et d'Anne d'Armagnac.                                                                  |
|          | Jacqueline d'Ailly (?-1470)               | - Jean de Bourgogne (mariage le 24 novembre 1435)                                                           | - Comtesse de Nevers et de Rethel (25 mai 1464 - 1470) | - Princesse de la Maison d'Ailly. Fille de Raoul III d'Ailly et de Jacqueline de Béthune. - Mère d'Élisabeth de Bourgogne.                             |
|          | Paule de Brosse (1450 - 9 août 1479)      | - Jean de Bourgogne (mariage le 30 août 1471)                                                               | - Comtesse de Nevers, de Rethel et d'Eu (30 août 1471 - 9 août 1479)                                                                                                   | - Princesse de la Maison de Brosse. Fille de Jean II de Brosse et de Nicole de Châtillon. - Mère de Charlotte de Bourgogne.                            |
|          | Françoise d'Albret (1454 - 20 mars 1521)  | - Jean de Bourgogne (mariage le 11 mars 1480)                                                               | - Comtesse de Nevers et de Rethel (11 mars 1480 - 25 septembre 1491)                                                                                                   | - Princesse de la Maison d'Albret. Fille d'Arnaud Amanieu d'Albret et d'Isabelle de la Tour d'Auvergne.                                                |

À la mort de Jean de Bourgogne, c'est son petit-fils Engilbert de Clèves, fils d'Élisabeth de Bourgogne, qui lui succède.

## Maison de La Marck (1491-1601)
| Portrait | Nom (dates)                                                       | Conjoint | Titres | Éléments biographiques | Armoiries |
| -------- | ----------------------------------------------------------------- | --- | --- | --- | --------- |
|          | Charlotte de Bourbon-Vendôme (1474 - 14 décembre 1520)            | - Engilbert de Clèves (mariage le 23 février 1489) | - Comtesse de Nevers et d'Eu (25 septembre 1491 - 21 novembre 1506) | - Princesse de la Maison de Bourbon-Vendôme. Fille de Jean VIII de Bourbon-Vendôme et d'Isabelle de Beauvau. - Mère de Charles II de Clèves.                                                                                               |           |
|          | Marie d'Albret (25 mars 1491 - 27 octobre 1549)                   | - Charles II de Clèves (mariage le 25 janvier 1504) | - Comtesse de Rethel (de plein droit, 1500 - 27 octobre 1549) - Comtesse de Nevers et d'Eu (21 novembre 1506 - 17 août 1521) - Comtesse de Dreux (de plein droit, 10 mai 1524 - 27 octobre 1549) | - Princesse de la Maison d'Albret. Fille de Jean d'Albret et de Charlotte de Rethel. - Mère de François Ier de Nevers. |           |
|          | Marguerite de Bourbon-Vendôme (26 octobre 1516 - 20 octobre 1559) | - François Ier de Nevers (mariage le 19 janvier 1538)                                                                                                  | - Comtesse (19 janvier 1538 - 1539), puis duchesse de Nevers (1539 - 20 octobre 1559) - Comtesse d'Eu (19 janvier 1538 - 20 octobre 1559) - Comtesse de Dreux (27 octobre 1549 - 1556) - Comtesse de Rethel (27 octobre 1549 - 20 octobre 1559) | - Princesse de la Maison de Bourbon-Vendôme. Fille de Charles IV de Bourbon-Vendôme et de Françoise d'Alençon. - Mère de François II de Nevers, d'Henriette de Nevers, de Jacques de Clèves, de Catherine de Clèves et de Marie de Clèves. |           |
|          | Marie II de Saint-Pol (30 mai 1539 - 7 avril 1601)                | - Jean de Bourbon (mariage le 14 juin 1557) - François Ier de Nevers (mariage en 1560) - Léonor d'Orléans-Longueville (mariage le 2 juillet 1563)      | - Comtesse de Saint-Pol (de plein droit, 4 octobre 1546 - 7 avril 1601) - Comtesse de Soissons et d'Enghien (14 juin 1557 - 10 août 1557) - Duchesse de Nevers et comtesse de Rethel (1560 - 13 février 1562) - Duchesse d'Estouteville (de plein droit, 15 décembre 1560 - 7 avril 1601) - Duchesse de Longueville, comtesse de Dunois et de Tancarville, princesse de Neuchâtel (2 juillet 1563 - 7 août 1573) - Régente de Neuchâtel (7 août 1573 - 7 avril 1601) - Dame d'honneur de Catherine de Médicis (1581-?) | - Princesse de la Maison de Bourbon. Fille de François Ier de Saint-Pol et d'Adrienne d'Estouteville. - Mère d'Henri Ier d'Orléans-Longueville, de François d'Orléans-Longueville et d'Antoinette d’Orléans-Longueville.                   |           |
|          | Anne de Bourbon-Montpensier (1540-1572)                           | - François II de Nevers (mariage le 6 septembre 1561)                                                                                                  | - Duchesse de Nevers et comtesse de Rethel (13 février 1562 - 19 décembre 1562) - Dame d'honneur de Catherine de Médicis (1564-1571) | - Princesse de la Maison de Bourbon-Montpensier. Fille de Louis III de Montpensier et de Jacqueline de Longwy. |           |
|          | Diane de La Marck (16 juin 1544 - mai 1622)                       | - Jacques de Clèves (mariage en 1558) - Henri-Antoine de Clermont (mariage le 17 mai 1570) - Jean Babou de La Bourdaisière (mariage le 6 janvier 1580) | - Duchesse de Nevers et comtesse de Rethel (19 décembre 1562 - 6 septembre 1564) - Vicomtesse de Tallard (17 mai 1570 - 1573) - Duchesse de Clermont (1571-1573) - Duchesse de Tonnerre (1572-1573) - Comtesse de Sagonne (6 janvier 1580 - septembre 1589) - Dame d'honneur de Catherine de Médicis (1583-?) | - Princesse de la Maison de La Marck. Fille de Robert IV de La Marck et de Françoise de Brézé. - Mère de Charles-Henri de Clermont-Tonnerre.                                                                                               |           |
|          | Henriette de Nevers (31 octobre 1542 - 24 juin 1601)              | - Louis IV de Gonzague-Nevers (mariage le 4 mars 1565)                                                                                                 | - Duchesse de Nevers (de plein droit, 6 septembre 1564 - 24 juin 1601) - Comtesse (de plein droit, 6 septembre 1564 - 1581) puis duchesse de Rethel (1581 - 24 juin 1601) - Dame d'honneur de Catherine de Médicis (1565-1571) - Princesse de Mantoue (1566 - 23 octobre 1595) | - Princesse de la Maison de La Marck. Fille de François Ier de Nevers et de Marguerite de Bourbon-Vendôme. - Mère de Catherine de Nevers, d'Henriette de Nevers et de Charles Ier de Mantoue.                                              |           |

## Maison de Gonzague-Nevers (1601-1659)
| Portrait | Nom (dates)                                                 | Conjoint                                               | Titres | Éléments biographiques |
| -------- | ----------------------------------------------------------- | ------------------------------------------------------ | --- | --- |
|          | Catherine de Mayenne(1585 - 8 mars 1618)                    | - Charles Ier de Mantoue (mariage le 1er février 1599) | - Duchesse de Nevers et de Rethel, princesse de Mantoue (24 juin 1601 - 8 mars 1618) - Princesse d'Arches et de Porcien (1608 - 8 mars 1618) | - Princesse de la Maison de Guise. Fille de Charles de Mayenne et d'Henriette de Savoie-Villars. - Mère de François III de Rethel, de Charles II de Nevers-Mantoue, de Ferdinand de Mayenne, de Louise-Marie de Gonzague, de Bénédicte de Mantoue et d'Anne de Gonzague de Clèves. |
|          | Isabelle-Claire d'Autriche (12 août 1629 - 24 février 1685) | - Charles II de Mantoue (mariage le 7 novembre 1649)   | - Duchesse de Mayenne (7 novembre 1649 - 1654) - Duchesse de Nevers et de Rethel (7 novembre 1649 - 1659) - Duchesse de Mantoue et de Montferrat, princesse d'Arches (7 novembre 1649 - 14 août 1665) - Régente de Mantoue et de Montferrat (14 août 1665 - 1670) | - Princesse de la Maison de Habsbourg. Fille de Léopold V d'Autriche-Tyrol et de Claude de Médicis. - Mère de Charles III Ferdinand de Mantoue. |

Charles II vend les duchés de Nevers et de Rethel au cardinal Mazarin en 1659, qui les transmet à son neveu à sa mort deux ans plus tard.

## Famille Mancini (1661-1798)
| Portrait | Nom (dates)                                          | Conjoint(s) | Titres | Éléments biographiques |
| -------- | ---------------------------------------------------- | --- | --- | --- |
|          | Diane-Gabrielle de Damas de Thianges (?-1715)        | - Philippe Mancini (mariage le 15 décembre 1670)                                                               | - Duchesse de Nevers et de Donzy (15 décembre 1670 - 8 mai 1707)                                                                   | - Princesse de la Famille de Damas. Fille de Claude-Léonor Damas de Thianges et de Gabrielle de Rochechouart de Mortemart. - Mère de Philippe-Jules-François Mancini.           |
|          | Marianna Spinola (1678 - 11 janvier 1738)            | - Philippe-Jules-François Mancini (mariage en juin 1709)                                                       | - Princesse de Vergano (juin 1709 - 11 janvier 1738) - Duchesse de Nevers et de Donzy (1720-1730)                                  | - Princesse de la Famille Spinola. Fille de Giovanni Battista Spinola et de Marie-Françoise du Bois de Lezinnes. - Mère de Louis-Jules Mancini-Mazarin.                         |
|          | Hélène Phélypeaux de Pontchartrain (mai 1715 - 1781) | - Louis-Jules Mancini-Mazarin (mariage le 17 décembre 1731)                                                    | - Duchesse de Nevers et de Donzy (17 décembre 1731 - 1781)                                                                         | - Princesse de la Maison Phélypeaux. Fille de Jérôme Phélypeaux de Pontchartrain et d'Hélène Angélique Rosalie de Laubespine. - Mère d'Adélaïde-Diane-Hortense Mancini-Mazarin. |
|          | Marie-Thérèse de Brancas (1716 - 4 décembre 1782)    | - Jean-Anne de Larlan de Kercadio (mariage en 1736) - Louis-Jules Mancini-Mazarin (mariage le 14 octobre 1782) | - Comtesse de Rochefort et marquise de La Dobiaye (1736-1772) - Duchesse de Nevers et de Donzy (14 octobre 1782 - 4 décembre 1782) | - Princesse de la Famille de Brancas. Fille de Louis de Brancas et d'Elisabeth-Charlotte de Brancas-Villars.                                                                    |